# Saint-Denis-des-Coudrais
Saint-Denis-des-Coudrais là một xã trong tỉnh Sarthe ở tây bắc nước Pháp. Xã này nằm ở khu vực có độ cao từ 97-165 mét trên mực nước biển.